# يعقوب القاسمي
يعقوب القاسمي (مواليد 16 فبراير 1990) لاعب كرة قدم عماني يجيد اللعب في مركز المهاجم ويلعب حالياً مع نادي صحار.

## روابط خارجية
- يعقوب القاسمي على موقع الاتحاد الدولي (مؤرشف)  (الإنجليزية)
- يعقوب القاسمي على موقع قاعدة بيانات كرة القدم.إي يو (الإنجليزية)
- يعقوب القاسمي على موقع ناشيونال فوتبول تيمز (الإنجليزية)
- يعقوب القاسمي على موقع Soccerway.com (الإنجليزية)
- يعقوب القاسمي على موقع كووورة